# Державний академічний Малий театр Росії
Державний академічний Малий театр Росії — драматичний театр в Москві, один з найстарших театрів Росії.

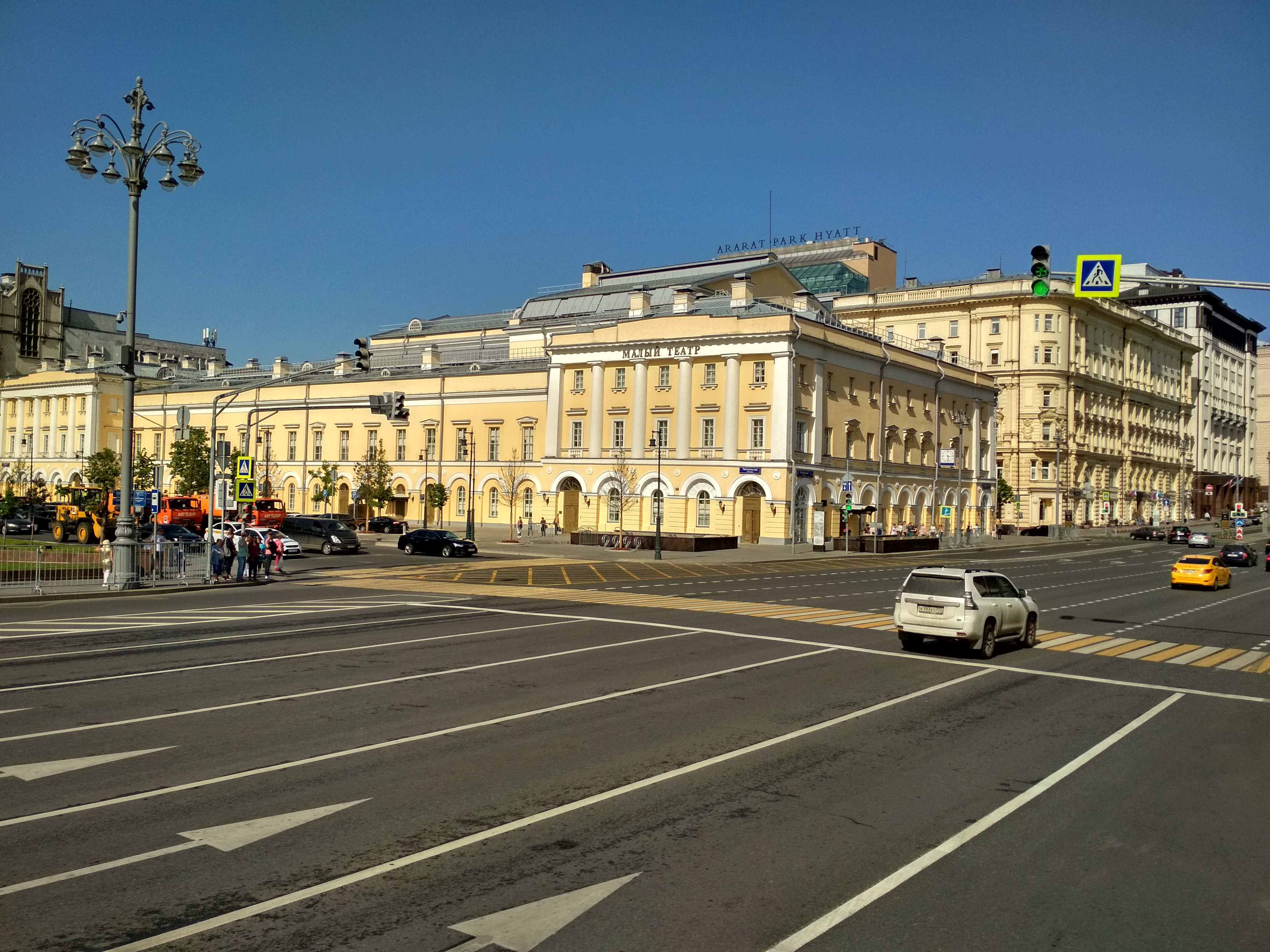
Будівля Малого театру після реконструкції. Май 2018 року

Відкритий 14 жовтня 1824 року. 1918 року при театрі відкривається театральна школа (з 1938 — Вище театральне училище імені М. С. Щепкіна, з 1943 — ВНЗ).
1919 Малому театру надано статус академічного.
В різні роки театром керували О. І. Южин, І. Я. Судаков, П. М. Садовський, К. О. Зубов, М. І. Царьов, С. Є. Симонов, Б. І. Равенських, Є. М. Солодова й інші. З 1988 року художній керівник театру — Ю. М. Соломін.
На честь театру названо астероїд 10007 Малийтеатр.